# Tocsin
Tocsin – drugi album grupy Xmal Deutschland, wydany w 1984 roku.

## Lista utworów
1. "Mondlicht"
2. "Eiland"
3. "Reigen"
4. "Tag fur Tag"
5. "Augen-Blick"
6. "Begrab Mein Hertz"
7. "Nachtschatten"
8. "Xmass in Australia"
9. "Derwisch"
10. "Incubus succubus II"
11. "Vito"

Utwory Incubus succubus II oraz Vito nie były dostępne na angielskim wydaniu winylowym albumu.

## Muzycy
- Anja Huwe (śpiew)
- Manuela Rickers (gitara)
- Fiona Sangster (instrumenty klawiszowe)
- Wolfgang Ellerbrock (gitara basowa)
- Petter Bellendir (perkusja - poza utworami "Incubus succubus II" i "Vito")
- Manuela Zwingman (perkusja)